# CatDog
CatDog ist eine US-amerikanische Zeichentrickserie mit 66 Folgen, die von April 1998 bis Juli 2004 auf Nickelodeon gesendet wurden. Die Serie entstand nach einer Idee von Peter Hannan. Die Hauptfigur CatDog besteht aus den am Rumpf zusammengewachsenen Vorderteilen des Hundes Dog und des Katers Cat.

## Inhalt
Die Geschichten, die in den Filmen erzählt werden, beziehen ihre Spannung aus den widersprüchlichen Charakteren der beiden: Dog ist optimistisch und wenig intelligent, während Cat deutlich klüger ist, aber auch pessimistischer. Hauptgegner der beiden sind die Greasers, eine dreiköpfige Bande von Hunden. Ihr Boss ist Cliff (Clifford), die beiden anderen Mitglieder sind der dumme Hund Lube (Ignatius Lubowitsch) und die Hündin Shriek.

## Weitere Charaktere
Rancid RabbitDieser Hase, der immer in einem blauen Anzug herumläuft und ein grünes Gesicht hat, tritt unter anderem als Präsident der USA, als Bürgermeister, als Betriebsleiter, als Arzt, als Feuerwehrmann, als Restaurantkettenbesitzer oder als Kapitän auf.
Lola CaricolaEine mexikanische Wissenschaftlerin, die immer einen weißen Hut trägt. In der deutschen Fassung bezeichnet sie sich als einen Ziegenmelker.
Mervis und DunglapDas Schwein und die Ratte streiten sich immer, obwohl sie die besten Freunde sind.
EddyEr ist ein hyperaktives Eichhörnchen mit einem abgebrochenen Schwanz, welches sich „der Pulverisierer“ nennt und gerne zu den Greasern gehören möchte. Er gilt somit als „inoffizielles viertes Mitglied“ dieser Gang.
SunshineDer grüne Außerirdische ist stets phlegmatisch und mürrisch. Er lächelt nur äußerst selten.

## Wiederkehrende Elemente
Es gibt verschiedene Elemente, die in fast jeder Folge auftauchen, wie zum Beispiel Dogs Schlachtruf  „Hey Ho diggidy!“. 
Ein wiederkehrendes Element ist die Ablehnung der Bewohner der Stadt gegenüber CatDog, welche gleich in der ersten Folge deutlich wird. So hängen in vielen Geschäften Schilder, dass CatDog dort nicht erwünscht ist, die Bewohner der Stadt feinden CatDog auf offener Straße an. Aus diesen Gründen verkleiden sich die beiden häufig, damit sie bestimmten Tätigkeiten nachgehen können.

## Produktion und Veröffentlichung
Die Serie wurde erstmals ab dem 4. April 1998 von Nickelodeon in den USA ausgestrahlt und lief dort bis zum 15. Juni 2005. 
Die deutsche Erstausstrahlung eines Großteils der Serie erfolgte vom 25. September 1999 bis zum 20. April 2002 durch RTL. In der Schweiz lief ein Großteil der Folgen bereits vor der Premiere in Deutschland im Nickelodeon-Programmblock auf SF 2. 
Vom 26. November 2000 bis zum 22. August 2003 wurde die Serie von Super RTL ausgestrahlt. Zum Sendestart von NICK (seit dem 31. März 2010 Nickelodeon) wechselte die Serie dorthin und wurde von 12. September 2005 bis zum 14. Dezember 2008 dort ausgestrahlt. Seit dem 1. Dezember 2007 strahlt der Pay-TV-Sender Nicktoons (vormals: Nick Premium) regelmäßig im Programm aus. Im Rahmen des Xmas Classic Battle zeigte Nicknight die Folgen CatDogula und Reingelegt/Das Klassentreffen am 25. Dezember 2014.
Turbine Media bestätigte auf Facebook, dass man die Serie 2014 auf DVD veröffentlicht. Die Serie erschien am 14. November 2014 auf DVD.

## Synchronisation
| Rolle         | Englischer Sprecher | Deutscher Sprecher                                        |
| ------------- | ------------------- | --------------------------------------------------------- |
| Cat           | Jim Cummings        | Benedikt Weber                                            |
| Dog           | Tom Kenny           | Johannes Raspe                                            |
| Cliff         | Tom Kenny           | Jan Odle                                                  |
| Eddy          | Dwight Schultz      | Marc Stachel                                              |
| Lube          | Carlos Alazraqui    | Kai Taschner                                              |
| Winslow       | Carlos Alazraqui    | Bernd Simon                                               |
| Shriek        | Maria Bamford       | Julia Haacke                                              |
| Rancid Rabbit | Billy West          | Ulrich Frank                                              |
| Sunshine      | Billy West          | Jakob Riedl                                               |
| Lola Caricola | Nika Futterman      | Alisa Palmer                                              |
| Mervis        | John Kassir         | Claus Brockmeyer (1. Stimme) Manfred Trilling (2. Stimme) |
| Dunglap       | John Kassir         |                                                           |